# Kamień pamiątkowy ku czci Bojowników o Wyzwolenie Narodowe i Społeczne
Kamień pamiątkowy ku czci Bojowników o Wyzwolenie Narodowe i Społeczne – granitowy głaz narzutowy usytuowany na Placu Tadeusza Kościuszki we Wrocławiu, poświęcony pamięci bojowników o wyzwolenie narodowe i społeczne. Został odsłonięty 24 marca 1946 r., z okazji I Zjazdu Uczestników Walki Zbrojnej o Niepodległość i Demokrację, który odbył się w ramach Roku Kościuszkowskiego, obchodzonego w 1946 roku. Istnieją opinie, iż była to propagandowa próba włączenia Ziem Odzyskanych w tradycję polskiego czynu zbrojnego.
Jest to granitowy głaz narzutowy o wysokości 1,5 m. Umieszczono na nim inskrypcję:

Związek Uczestników Walk Zbrojnych o Niepodległość i Demokrację. Wrocław dnia 22 marca 1946 r. Bojownikom o niepodległość 1791, 1794, 1830/31, 1846, 1863/64, 1905, 1914/18, 1939/45.

Głaz znajduje się na środku placu w otoczeniu dróg kołowych i tramwajowych, tj. na środku wysepki w obrębie skrzyżowania przecinających plac ulic: Ulicy Tadeusza Kościuszki i Ulicy Świdnickiej. Terenowi wokół kamienia nadano nazwę Skwer Solidarności Walczącej, co uzasadniano między innymi faktem wyrycia na głazie podczas stanu wojennego znaku (symbolu) Solidarności Walczącej, którego ślady zachowały się do dziś. Brak jest przejść dla pieszych umożliwiających dojście przez jezdnie do tego skweru i monumentu. W miejscu, w którym umieszczony jest głaz, wcześniej (od 1795 r.) znajdował się Pomnik Friedricha Bogislava von Tauentziena (będący jednocześnie jego grobowcem), wyburzony w 1945 roku. Przed II wojną światową również sam plac nosił jego imię.